# Bowenie
Bowenie (Bowenia), je rod rostlin z čeledi stangeriovitých a třídy cykasy. Rod zahrnuje dva živé a dva fosilní cykasy z Austrálie. Stromek s podzemním kmenem dosahuje až 1,5m výšky, přičemž listy rostou přímo ze země. Listy jsou na rozdíl od naprosté většiny ostatních cykasů větvené.
Listy byly v minulosti používány do květinové výzdoby, poté co byly bowenie zařazeny mezi chráněné se již takto nevyužívají. Jejich růst je tak pomalý, že se nehodí k masové výrobě na prodej, na rozdíl například od cykasu japonského.

## Etymologie
Bowenie byly poprvé popsány v roce 1863 Josephem Daltonem Hookerem, který jim přidělil jméno tehdejšího guvernéra Queenslandu sir George Fergusona Bowena. České druhové názvy "obdivuhodná" a "pilovitá" odpovídají názvům latinským a jsou využívány mj. pro rostliny v botanické zahradě v Liberci.

## Rozšíření
Oba dva živé druhy rostou v australském Queenslandu, v horkém vlhku tropického dešťového pralesa na stinných svazích a poblíž řek v nížinách. I proto tyto rostliny nesnášejí chlad. Vzhledem k lesnímu původu se doporučuje je pěstovat v polostínu.
Fosilní druh Bowenia eocenica je znám z uhelných dolů v australském státě Victoria, a Bowenia papillosa z uhlí v Novém Jižním Walesu. Obě zkameněliny listů pocházejí z Eocénu.

## Druhy
- bowenie obdivuhodná (Bowenia spectabilis) – hladké okraje lístků
- bowenie pilovitá (Bowenia serrulata) – má ozubené okraje lístků.
- † Bowenia eocenica
- † Bowenia papillosa

## Rozmnožování

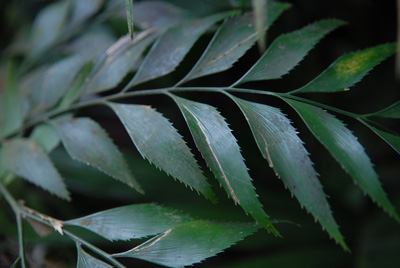
Bowenie pilovitá

Bowenie jsou opylovány nosatci rodu Miltotranes.